# Sinal de igual

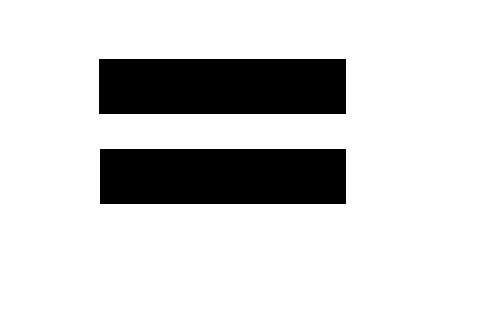
Sinal de igual matemático usado para definir uma igualdade.

O símbolo = é utilizado na matemática com o significado de é igual a.
Por exemplo: 1+1 = 2.
Nem sempre o símbolo de igualdade foi representado pelos traços paralelos que estamos acostumados a ver nos dias de hoje. Em meados do século XVI, François Viète foi quem começou a usar a palavra e aqueles, e pouco tempo depois o sinal ~, no sentido de igualdade. Contudo, foi Robert Recorde quem caracterizou o sinal de igual (=). 
Em seu gabinete de trabalho, iluminado pela luz de uma vela, Robert Recorde estava debruçado sobre uma folha repleta de números e letras, com uma pena na mão. Tomando sua decisão, mergulhou a pena no tinteiro e desenhou um tracinho horizontal. Bem acima, desenhou um segundo traço do mesmo comprimento, rigorosamente paralelo.
____
____
Colocou a pena sobre a mesa, pegou a folha e ergueu-a esticando bem os braços. Ficou satisfeito com o sinal que havia criado. E com razão, visto que diante dele estava o que se tornaria o mais célebre sinal da matemática, o de igualdade. Pouco depois, quando o sinal já circulava no mundo dos matemáticos, interrogaram Recorde sobre o porquê da escolha. Ele justificava:
Recorde explicou que "para evitar a aborrecida repetição da expressão é igual a escolhi um par de paralelas, porque elas são duas linhas gêmeas com o mesmo comprimento, isto é =, e nada é mais semelhante que dois gêmeos". 
O sinal gráfico não teve êxito imediato: durante algum tempo, continuou-se a usar o símbolo ae (em referência à palavra em latim aequalis), mas, no século XVIII, a ideia de Recorde impôs-se definitivamente.
Outros caracteres matemáticos são +, -, %, #, ≠.